# Homiliae in Hiezechihelem profetam
Le omelie su Ezechiele (lat. Homiliae in Hiezechihelem profetam) sono un testo curato e aggiornato da Papa Gregorio I intorno all’anno 600 sulla base di alcune letture (lectiones) pronunciate da Gregorio stesso 6 anni prima e registrate in tachigrafia su schede.
Forse la redazione venne fatta su invito dei monaci di Sant’Andrea ad Clivum Scauri o più probabilmente su richiesta di Mariniano, arcivescovo di Ravenna dal 595, che prima faceva parte della confraternita del monastero Sant’Andrea dove assistette alle lectiones. Gregorio ricorda nella prefazione le circostanze difficili in cui ebbe luogo la stesura dell’opera, afferma di aver cercato di usare le traduzioni più importanti della Bibbia a disposizione e che gli eventi storici degli ultimi anni (guerre, saccheggi) avevano avuto un ruolo molto importante nella storia universale, nella quale la tradizione antica classica si è quasi estinta.

## La composizione e la struttura dell'opera
Già alla prima stesura l’opera sarebbe stata divisa in due gruppi ossia libri di cui il primo riporta 12 omelie (sulla Visione delle ruote e degli animali volanti), corrispondenti ai primi quattro capitoli del libro di Ezechiele, il secondo 10 omelie (sulla Visione dell’edificio della santa città sul monte elevato), corrispondenti al capitolo 40 del libro di Ezechiele, ma gli studi degli anni recenti hanno fatto nuove scoperte sulla base della tradizione manoscritta del testo tra cui quella dalla portata più vasta è quella che identifica nei due libri delle omelie due opere di circolazione e diffusione diversa. Facendo conto delle diverse redazioni nel processo della stesura dell’opera si è osservato che ne esistono due per il primo libro, di cui una corrisponde alla volontà dell’autore stesso, l’altra invece è frutto di un progetto più vasto, quello di riunire gli excerpta esegetici delle opere di Gregorio, una raccolta intitolata Liber testimoniorum, che il papa affidò a Paterio, segretario e secundicerius della cancelleria lateranense. Nella tradizione manoscritta del secondo libro questa doppia redazione invece non c’è, il che fa credere che Gregorio avesse deciso di rileggere e a volte correggere i testi che aveva raccolto nello scrinium della cancelleria lateranense e che quindi una delle redazioni (quella pateriana) avesse conservato alcuni brani che il pontefice durante la successiva revisione dell’opera avrebbe deciso di eliminare. Inoltre, il fatto che questa doppia redazione esiste solo per il primo libro ci porta alla conclusione che il momento in cui Paterio si è fermato con l’organizzazione del materiale coincide con la revisione delle Omelie su Ezechiele.

## Contenuto

### Libro I
Gregorio comincia con la spiegazione della profezia ossia predicazione profetica come comprensione del giudizio di Dio sulla storia (I 1). Chi capisce la parola di Dio e quindi può esserne il portatore sono i predicatori (I 2) in cui si verifica una sintesi perfetta di vita attiva e contemplativa. (I 3) Primi predicatori profeti furono gli evangelisti, rappresentati in Ez. I dai quattro viventi (I 4). Secondo Gregorio esiste un rapporto fra i predicatori profeti e Dio Figlio che è allo stesso tempo uomo e Dio e trasmette ai predicatori lo Spirito Santo. Quest’ultimo rende possibile a loro la comunicazione con Dio e predicazione agli altri (I 5) la cui presenza nella chiesa, nella forma di ermeneutica biblica, viene allegorizzata dalle ruote del carro di Ezechiele (I 6). In questo modo si evince l’idea dell’equità tra la Chiesa e la scrittura, così come la continuità tra predicazione evangelica ed ecclesiastica, molto importante in Gregorio (I 7). Il successivo e il resto dei capitoli che seguono nel primo libro parlano rispettivamente della presenza della voce di Dio sulla terra (I 8) e dell’importanza della figura del profeta, sia per la Chiesa sia per i suoi fedeli (I 9–12).

### Libro II
È composto dal commento dei versetti 1–47 del cap. 40 del libro di Ez. Si basa su una lettura fortemente allegorica dell’edificio sul monte al quale è guidato il profeta da un uomo di aspetto bronzeo. In questa lettura l’edificio è la Chiesa, il monte è Cristo (II 1). Il libro prosegue con la descrizione della vita mistica a cui partecipa il predicatore (II 2) e delle figure nella storia della Chiesa che entrarono nell’edificio dalla porta orientale che è Cristo stesso (II 3). Si aggiunge anche la dimensione spirituale di quelli che meritano di essere ammessi nel santo edificio (II 4). L’allegoria comprende anche la descrizione delle camere nuziali nel sacro edificio che rappresentano la vita mistica nella carità (II 5) e i 30 tesori connessi al mistero della Trinità, conservati nell’edificio (II 6). L’ascesa dei convertiti al sacro edificio avviene verso tre porte esterne, della Fede, Speranza e Carità e, dopo che i fedeli hanno raggiunto l’interno dell’edificio, gli apostoli predicatori li introducono nell’intimità della vita divina attraverso una serie di porte interne (II 7). Nella omelia successiva si parla della resurrezione dei corpi (II 8), la penultima offre l’esegesi delle mense per i sacrifici (II 9) e l’ultima una visione dei ministeri e delle forme di vita nella chiesa.

## Tradizione patristica
Nelle Omelie Gregorio si riferisce alle dottrine degli altri Padri della Chiesa, Ambrogio, Girolamo, che pure scrisse un’opera esegetica su Ezechiele, e Agostino, da cui Gregorio attinge materiale dottrinario in un modo esplicito, tanto che nelle epoche successive veniva spesso ridotto a un semplice divulgatore. Un giudizio che può essere smentito già in quanto Gregorio fu separato dall’epoca degli altri Padri da quasi 200 anni il che lo spingeva a dover offrire nuove interpretazioni esegetiche in un’epoca in cui l’antichità era ormai quasi morta e il futuro della Chiesa, ma non solo, era del tutto incerto. 

## Fortuna
La base mistica del pensiero gregoriano non fu apprezzata da tutti; l’interpretazione cristologico-universale, secondo cui la Chiesa nel tempo sta crescendo e con lei anche il Cristo che si rinnova in ogni nuovo cristiano (convertito), trovò il suo grande sostenitore in Beda (morto 735), che spiegherà in questa chiave, come profezia appunto, la cristianizzazione degli Angli. Nell’età carolingia la fortuna di Gregorio crebbe con Rabano Mauro (m 856) e Aimone di Auxerre (metà del secolo IX) e in ambiente romano nell’opera agiografica di Giovanni Immonide (m 880). Viene rimproverato da Riccardo di San Vittore (1173), ma recuperato nell’epoca tardomedievale dai letterati come Gioachino da Fiore (m 1202) e Dante per la ricchezza delle immagini ezecheliane e il suo potenziale esegetico.

## Edizioni di riferimento
- Gregorii I papae Homillae XL in Ezechielem, cur. J.P. Migne, Parigi 1849 (PL LXXVI, coll. 785–1072)
- Sancti Gregorii Magni Homiliae in Hiezechielem Prophetam, ed. M. Adriaen, Turnhout 1971 (CCSL 142)
- Gregorio Magno, Omelie su Ezechiele, 2 voll., cur. Vincenzo Recchia, Roma 1993